# Mohamed Jassim Mahdi
Mohamed Jassim Mahdi (in arabo محمد جاسم مهدي‎?; ...) è un ex calciatore iracheno, di ruolo centrocampista.

## Carriera
Con la Nazionale irachena ha partecipato ai Coppa d'Asia 1996.

## Palmarès

### Club
- Campionato iracheno: 1

Al-Zawraa: 1998-99
- Coppa dell'Iraq: 2

Al-Zawraa: 1997-98, 1998-99